# Karatau-Wildschaf
Das Karatau-Wildschaf (Ovis nigrimontana), auch als Karatau-Argali oder Buchara-Argali bezeichnet, ist eine Argali-Art, die in Kasachstan vorkommt. Es wird häufig als Unterart des Altai-Wildschafes (Ovis ammon) betrachtet. Aus den DNA-Sequenzdaten geht hervor, dass das Karatau-Wildschaf das primitivste Argali ist. Obwohl es eng mit dem Kysylkum-Wildschaf (Ovis severtzovi) aus Usbekistan verwandt ist, wird eine Trennung in zwei evolutionär bedeutende, eigenständige Arten befürwortet.

## Merkmale
Karatau-Wildschafe erreichen eine Schulterhöhe von 96,5 bis 102 cm und eine Schwanzlänge von 12 bis 16 cm. Die größten Schädel von sechs Tieren, die 1982 vom russischen Agrar- und Jagdwissenschaftler Leonid Wiktorowitsch Sopin untersucht wurden, waren ungefähr 30 cm lang. Ein im Handbook of the Mammals of the World dokumentierter dreijähriger Widder hatte folgende Maß- und Gewichtsangaben: Kopf-Rumpf-Länge von 150 cm, Schwanzlänge von 10 cm, Gewicht von 70 kg, Hornlänge von 71,5 cm und Basalumfang des Horns 28 cm. Das Karatau-Wildschaf ist das zweitkleinste Argali nach dem Kysylkum-Wildschaf.
Die allgemeine Fellfarbe ist dunkelbraun, der Hals ist heller. Das Karatau-Wilschaf hat eine cremeweiße, kurze Halskrause, die allmählich mit dem Körperhaar verschmilzt. Die weiße Bauchseite wird durch einen dunklen Flankenstreifen abgesetzt. Die Vorderseiten der Vorderbeine sind weiß, die Vorderseiten der Hinterbeine haben jedoch dunkle Streifen. Der ausgeprägte weiße Steißfleck reicht nicht über den Schwanzansatz hinaus. Der Schwanz ist behaart.

## Systematik
Das Karatau-Wildschaf wurde 1873 von Nikolai Alexejewitsch Sewerzow als Ovis nigrimontana erstbeschrieben. 1909 wurde es von Richard Lydekker als Unterart Ovis ammon nigrimontana klassifiziert. 1923 wurde es von Nikolai Wiktorowitsch Nassonow als Unterart Ovis polii nigrimontana des Pamir-Wildschafs klassifiziert. Weniamin Iossifowitsch Zalkin, Wladimir Georgijewitsch Geptner, Theodor Haltenorth, James L. Clark, George Schaller, Leonid Wiktorowitsch Sopin, Raul Valdez und Valerius Geist betrachteten es als gültige Unterart von Ovis ammon. 2011 erhielt das Karatau-Wildschaf von Colin Groves und Peter Grubb erneut Artstatus, was im selben Jahr vom Handbook of the Mammals of the World übernommen wurde.

## Verbreitung
Das Karatau-Wilschaf kommt in der nordwestlichen Hälfte des Qaratau-Gebirges und im Westlichen Tian-Shan-Gebirge, Provinz Syr-Darja, am Ostufer des Flusses Syrdarya in Kasachstan vor.

## Lebensraum
Karatau-Wildschafe bewohnen hauptsächlich den Nordhang des nordwestlichen Qaratau-Gebirges, der von tiefen Schluchten durchzogen ist, und leben zwischen Felsen und Geröll. Sie nutzen nur selten die Hochebenen, da diese von Vieh bewohnt werden. Sie halten sich oft in tiefen Tälern auf, die von Bäumen und hohen Sträuchern bewachsen sind. Ihre Ruheplätze befinden sich in hohem Gras und Gestrüpp, was für Argali untypisch ist. Saisonale Wanderungen sind unüblich, aber in besonders schneereichen Wintern ziehen sie in Gebiete mit weniger Schnee oder steigen sogar in die Ebene hinab.

## Lebensweise
Für das Karatau-Wildschaf liegen keine spezifischen Informationen über Nahrungspräferenzen vor, aber andere Argali ernähren sich von Gräsern, Seggen und einigen Kräutern und Flechten.
Die Brunft findet im Oktober statt, etwa 5 bis 10 Tage früher als beim Tianshan-Wildschaf (Ovis karelini), das im südöstlichen Qaratau-Gebirge lebt. Die Lämmer werden wahrscheinlich im April geboren. In den späten 1970er Jahren gab es von 139 Argali 45 Männchen (32,4 %), 49 Weibchen (35,3 %) und 45 Lämmer (32,4 %), mit einem Verhältnis von 92 Lämmern zu 100 Mutterschafen, was auf eine hohe Produktivität schließen lässt.
Wie andere Argali sind die Karatau-Wildschafe wahrscheinlich tagaktiv oder dämmerungsaktiv.
Das Karatau-Wildschaf ist im Allgemeinen sesshaft. Die Populationsdichte im Herbst ist gering und ist von 3 bis 5 Individuen/km² in den 1970er Jahren auf 0,05 Individuen/km² in den späten 1990er Jahren zurückgegangen. Folglich ist die Gruppengröße mit durchschnittlich 3 bis 4 Tieren sehr klein.

## Status
Das Karatau-Wildschaf wird als Ovis ammon nigrimontana in Anhang I des Washingtoner Artenschutzübereinkommens (CITES) gelistet und auf der Roten Liste der IUCN unter der Art Ovis ammon als „stark gefährdet“ (endangered) eingestuft. Die Hauptbedrohungen für diese Art sind illegale Jagd und Überweidung durch Vieh. Schätzungen aus den 1970er Jahren gaben den Bestand mit optimistisch 150 bis 250 Individuen an, während in den frühen 1990er Jahren eine mögliche Erhöhung auf etwa 300 Tiere festgestellt wurde. Jedoch ergab die letzte Erhebung im Jahr 2001 nur noch maximal 100 Individuen, was das Karatau-Wildschaf zu der am stärksten gefährdeten Argali-Art macht und es an der Schwelle zur Ausrottung stehen lässt. Eine Hybridisierung mit dem wandernden Tianshan-Wildschaf im südöstlichen Qaratau-Gebirge ist möglich. Der Erhalt des Karatau-Wildschafs erfordert die Schaffung von Schutzgebieten, in denen keine Viehhaltung stattfindet, sowie die konsequente Durchsetzung von Wildschutzmaßnahmen.
Das Karatau-Wildschaf wurde in der Vergangenheit in fünf deutschen Zoos gehalten, darunter in Berlin-Friedrichsfelde, Frankfurt am Main, Kronberg, München und Halle.